# Carlsbad, California
Carlsbad là một thành phố thuộc quận San Diego trong tiểu bang California, Hoa Kỳ. Thành phố có tổng diện tích 101,295 km², trong đó diện tích đất là 97,699 km² còn lại là diện tích mặt nước. Theo điều tra dân số Hoa Kỳ năm 2010, thành phố có dân số 105.328 người. Thành phố này thuộc vùng đô thị San Diego-Carlsbad-San Marcos.
Carlsbad là một thành phố nghỉ mát ven biển nằm dọc theo Thái Bình Dương, miền Nam California. Carlsbad có cự ly 87 dặm (140 km) về phía nam của Los Angeles, 35 dặm (56 km) về phía bắc của trung tâm thành phố San Diego. Giá trị tài sản cao, thu nhập gia đình trung bình rất cao, và mức độ giáo dục cao đã làm cho Carlsbad trở thành một trong các cộng đồng giàu có ở California và tại Hoa Kỳ. Phần lớn 25 đơn vị sử dụng lao động hàng đầu ở quận San Diego có vị trí của họ gần Carlsbad hơn so với San Diego. Đây là một trong những nơi có thu nhập cao nhất tại Hoa Kỳ. Thành phố là chủ yếu được biết đến với du lịch, mua sắm, một ngành công nghiệp đang bùng nổ công nghệ cao, và sinh hoạt khu nghỉ mát. Thành phố đã soạn thảo pháp lệnh bảo vệ môi trường sống của động vật hoang dã nhạy cảm, trở thành một trong những thành phố đầu tiên trong tiểu bang California làm như vậy. Thành phố cũng đã cam kết để bảo vệ một số quy định về đất đai trong phạm vi thành phố khi phát triển của bất cứ loại hình nào và dành kinh phí đáng kể để khôi phục lại môi trường sống bị phá hủy bởi các dự án phát triển mới hơn.